# Кормораздатчик

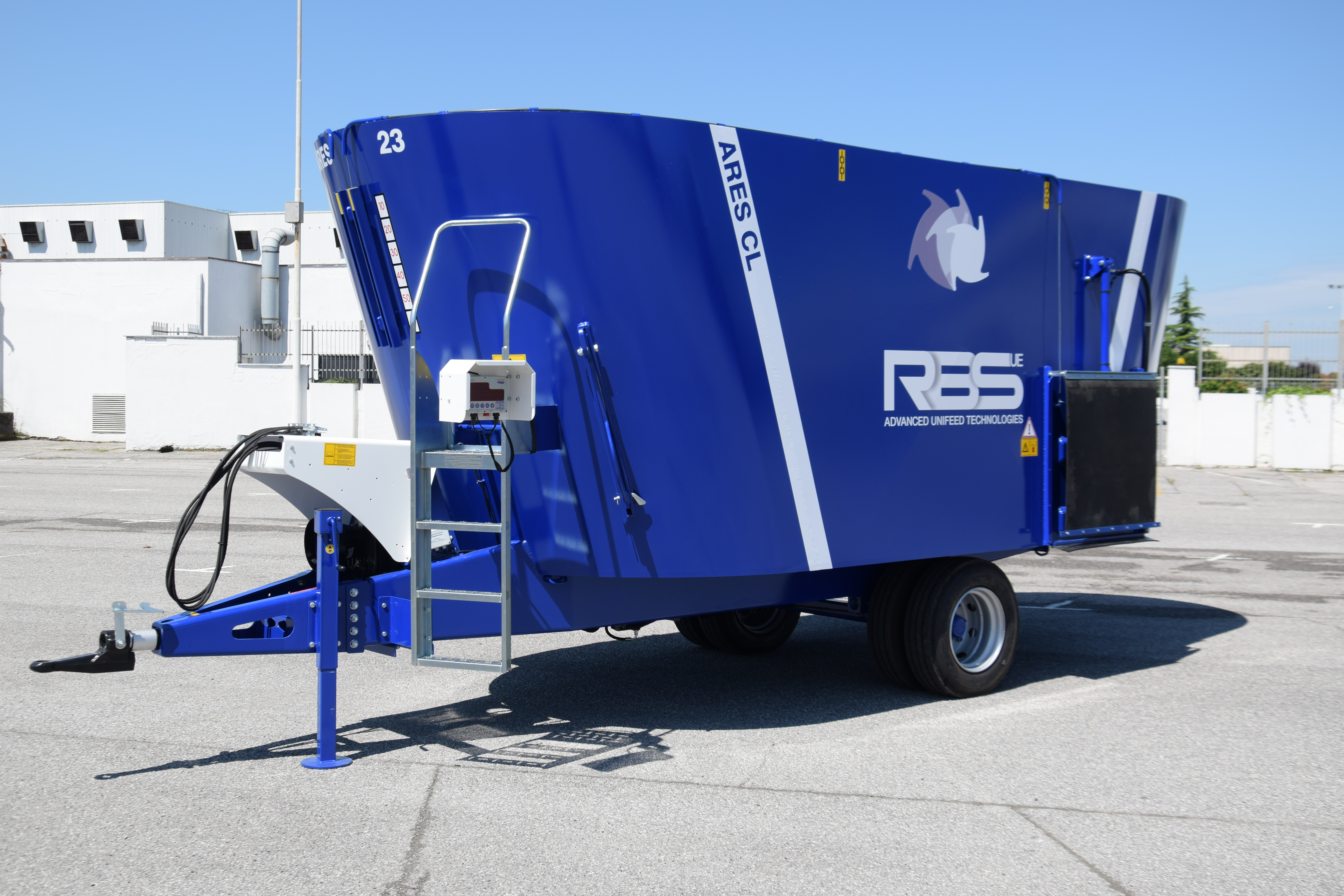
Вертикальный кормораздатчик с двумя шнеками

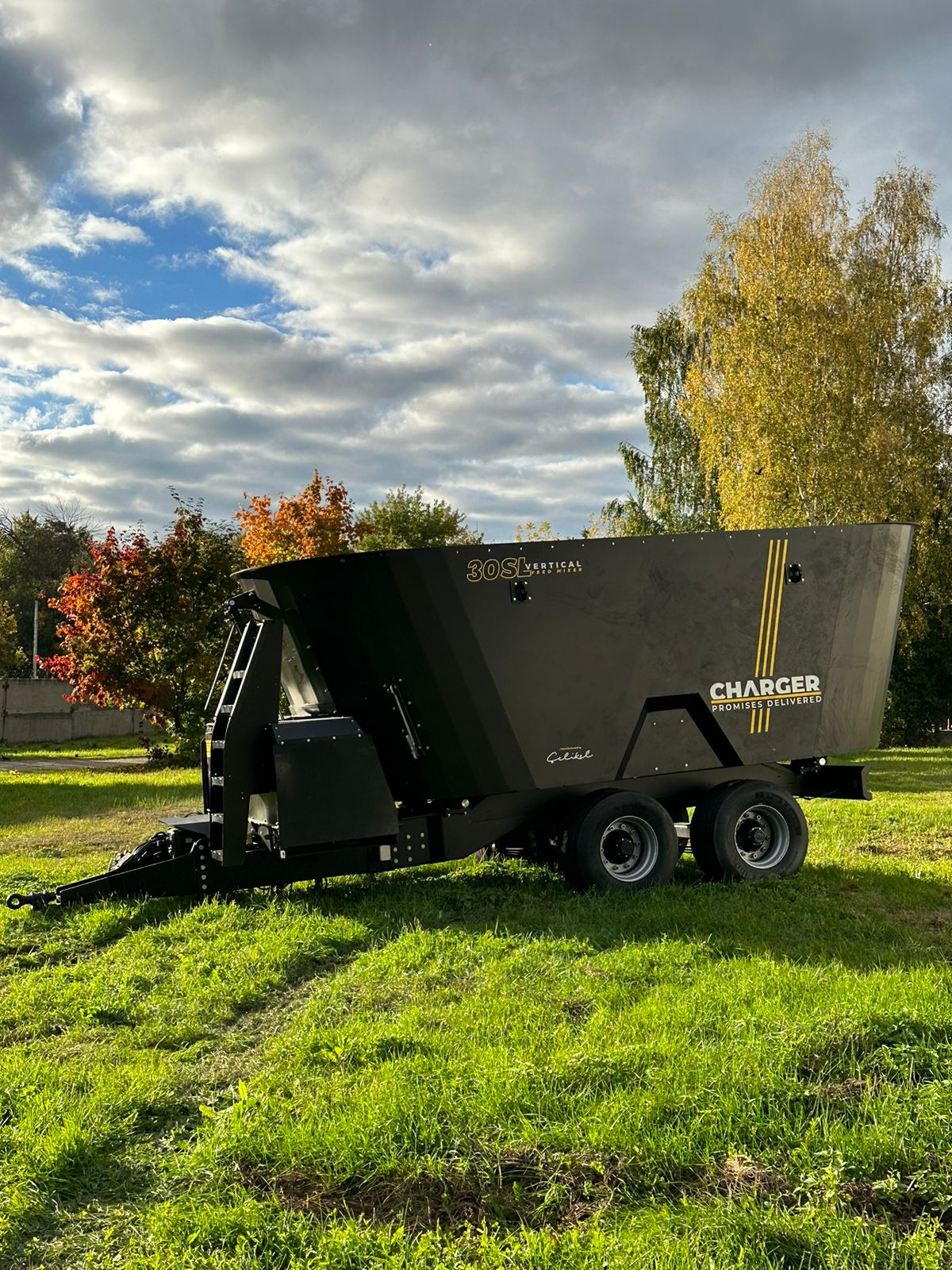
Кормораздатчик смеситель на 30 м3

Кормораздатчик (миксер раздатчик кормов) — сельскохозяйственная техника для измельчения, смешивания и раздачи полнорационной смеси кормов скоту. Он представляет собой двухосный или одноосный прицеп, который агрегатируется с тракторами.
Кормораздатчики служат для транспортировки и раздачи сенажа, силоса, измельченной травы и схожих кормов.
Очень важным фактором повышения  молочной и мясной продуктивности КРС является процесс кормления. Важно  использовать сбалансированные полнорационные кормовые смеси, а также соблюдать  правильную периодичность кормления. Правильным решением для животноводческих  хозяйств будет желание отказаться от ручного труда и переход к автоматизации  процесса кормления при помощи миксеров-кормораздатчиков.

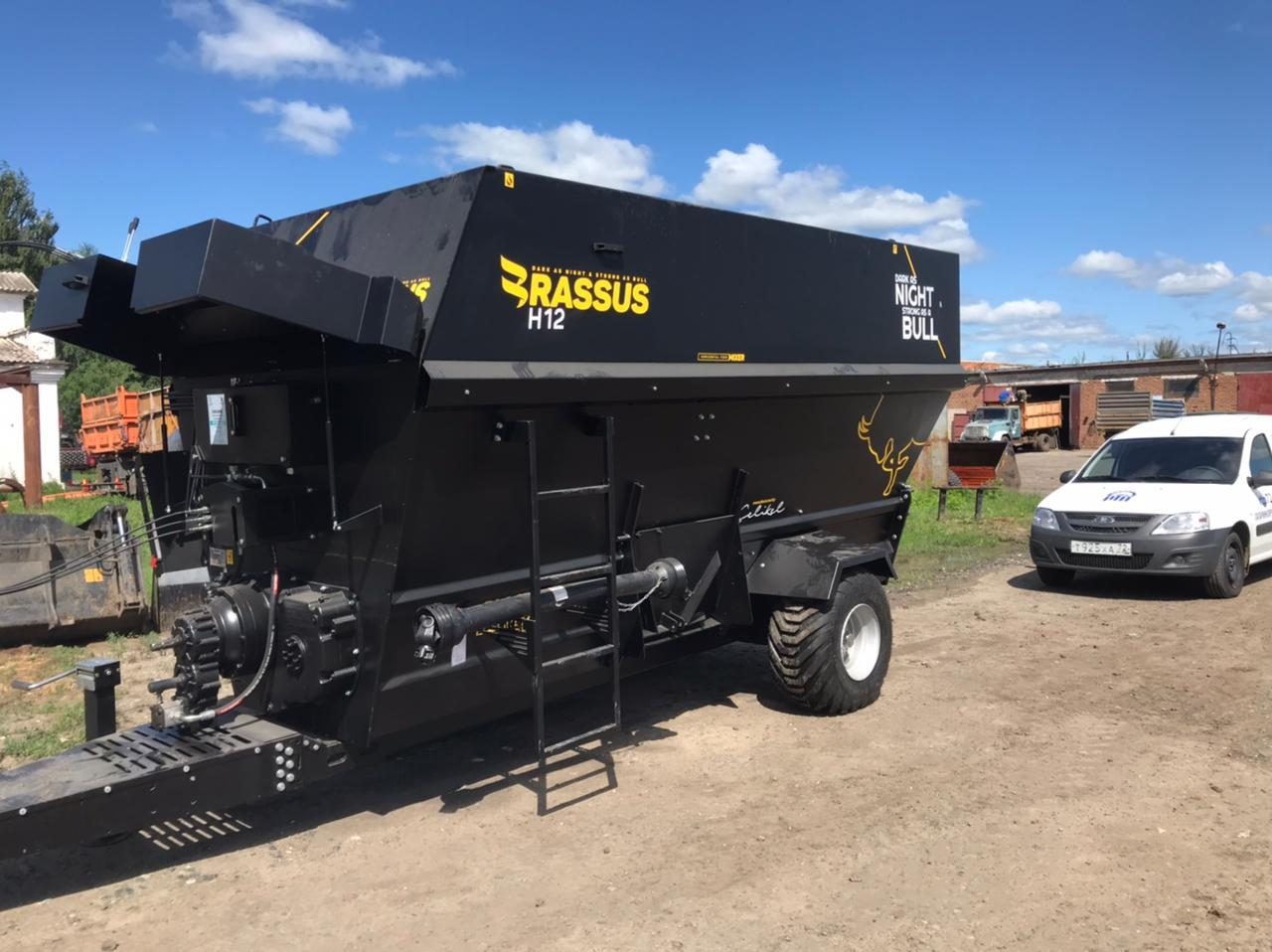
Горизонтальный кормораздатчик объемом 12 м3

Использование кормораздатчиков решает  проблему процесса смешивания и дозирования кормов для КРС, это позволяет  существенно уменьшить затрату труда. Использование этого оборудования значительно  экономит корм и правильно дозирует основные компоненты смеси, учитывая все  ветеринарные требования.

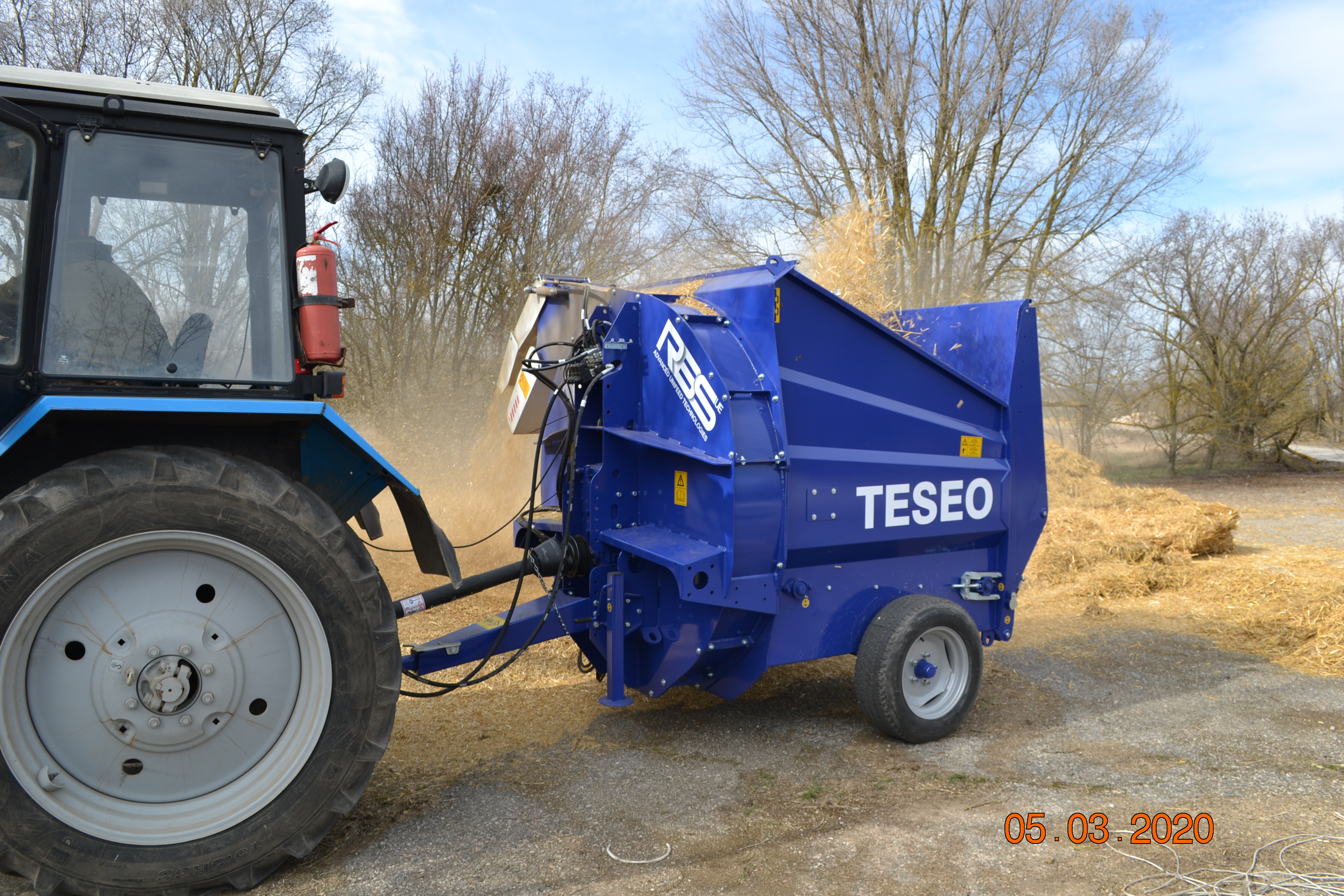
Измельчитель-кормораздатчик сена роторный с трактором